# Январские Боотиды
Январские Боотиды — метеорный поток, радиант которого находится в созвездии Волопаса.

## Кратко о звёздном дожде и его история
Январские Боотиды были открыты в Италии в 1872 году. При анализе всех наблюдений, сделанных в 1957 и 1958 годах, Г. К. Эванс заключил, что Январские Боотиды активны на отрезке солнечных долгот от 290 до 304.

## Когда наблюдать?
Действуют примерно с 28 декабря по 12 января. Метеорный поток относится к I классу звёздного дождя Квадрантиды.